# Max Liebermann
Max Liebermann (Berlino, 20 luglio 1847 – Berlino, 8 febbraio 1935) è stato un pittore tedesco.

## Biografia
Max Liebermann nacque in una famiglia ebraica. Studiò a Berlino e a Weimar, poi, attratto dalle innovazioni della pittura francese, dal 1873 al 1878 soggiornò a Parigi; tornato in Germania, si stabilì dapprima a Monaco poi a Berlino.
In questi anni non fu l'impressionismo a richiamare la sua attenzione, quanto il realismo di Gustave Courbet e di Jean-François Millet, di cui apprezzò particolarmente il messaggio sociale. Le sue opere del periodo raffigurano realisticamente contadini e proletari, interni di ospedali, di ospizi e di orfanotrofi, con uno stile incisivo e diretto, in un cromatismo vigoroso. Queste opere provocarono inizialmente scandalo nella Germania del tempo; ma grazie alla loro forza pittorica riuscirono infine ad imporsi.
Intorno al 1890 Liebermann comprese l'importanza dell'impressionismo francese e si avvicinò allo stile di Édouard Manet e di Edgar Degas, cominciando anche a collezionarne i quadri. La sua tavolozza si rischiara e aumenta il numero dei colori, anche se la costruzione spaziale resta legata saldamente a strutture naturalistiche. L'influenza dell'impressionismo è notevole: alla luminosità e alle sfumature dei toni si affiancano la ricerca del movimento e la nuova eleganza della pennellata.
In questi anni i suoi temi preferiti sono scene di vita borghese e ritratti, grazie ai quali a Berlino divenne famoso: gli anni degli scandali sono finiti e la sua arte, meno innovatrice e socialmente più conformista, si rifà al conformismo ottocentesco.
Nel 1890 divenne membro dell'accademia, ma nel 1899, in polemica con i ristretti orizzonti della pittura del suo paese, fu tra i promotori, insieme a Lovis Corinth e Max Slevogt, della Secessione berlinese, di cui fu a lungo presidente.
Nel 1920 divenne presidente dell'Accademia prussiana delle arti. Nel 1933, con l'ascesa al potere di Adolf Hitler e con la conseguente politica antisemita, cominciarono le persecuzioni naziste contro di lui: dopo che gli fu proibito di dipingere e dopo che l'accademia decise di non esporre più quadri di ebrei, fu costretto a dimettersi e fu incluso tra i rappresentanti dell'arte degenerata.
Morì a Berlino l'8 febbraio 1935.
A Berlino, nei pressi del lago Wannsee, è possibile visitare la sua residenza estiva (villa Liebermann), ora trasformata in una casa-museo, con il suo bello e amato giardino, fonte d'ispirazione per molti dei suoi quadri.

## Opere
- Lavoratrici di merletti (1894) - Galleria Internazionale d'Arte Moderna Ca' Pesaro di Venezia
- La nipote dell'artista con la sua balia nel giardino della casa a Wannsee (1923) - Collezione Carmen Thyssen-Bornemisza di Madrid